# Erkki Ala-Honkola
Erkki Ala-Honkola (ur. 30 grudnia 1934 w Kuortane, zm. 26 grudnia 2024) – fiński biathlonista. W 1966 roku wystąpił na mistrzostwach świata w Garmisch-Partenkirchen, gdzie zajął 25. miejsce w biegu indywidualnym i piąte w sztafecie. Wystartował też na mistrzostwach świata w Altenbergu, gdzie był szósty w biegu indywidualnym i siódmy w sztafecie. Nigdy nie wziął udziału w igrzyskach olimpijskich. Nigdy też nie wystąpił w zawodach Pucharu Świata.

## Osiągnięcia

### Mistrzostwa świata
| Rok  | Miejscowość            | Konkurencje | Konkurencje | Konkurencje | Konkurencje | Konkurencje | Konkurencje | Konkurencje |
| Rok  | Miejscowość            | IN          | SP          | PU          | MS          | RL          | MR          | SR          |
| ---- | ---------------------- | ----------- | ----------- | ----------- | ----------- | ----------- | ----------- | ----------- |
| 1966 | Garmisch-Partenkirchen | 25.         | nd.         | nd.         | nd.         | 5.          | nd.         | –           |
| 1967 | Altenberg              | 6.          | nd.         | nd.         | nd.         | 7.          | nd.         | –           |